# Čtvrtá křížová výprava
Čtvrtá křížová výprava (1202–1204) byla jedním ze série válečných tažení do Svaté země. Roku 1198 ji vyhlásil papež Innocenc III. Pontifik chtěl obnovit papežskou autoritu a moc nad křesťanskými panovníky tím, že odmítal světské vedení výpravy; kruciáta měla být pod jeho velením. Výzva zůstala zpočátku bez odezvy. Do března 1199, kdy mělo tažení začít, se téměř nikdo nepřihlásil. Až na sklonku roku 1199 účast na výpravě přislíbilo několik francouzských velmožů. Velitelem výpravy byl určen hrabě Theobald ze Champagne. Teprve roku 1201 se Francouzi dohodli s benátským dóžetem Enricem Dandolem, že Benátčané přepraví křižáky na Východ, zajistí jim zásobování a připojí své bojovníky. Na oplátku jim bylo přislíbeno 85 000 marek stříbra a polovina budoucí kořisti. Místo do Svaté země však měla výprava směřovat do Egypta, centra říše Ajjúbovců, Saladinových nástupců.
Vojáci se měli setkat na ostrově San Niccolo di Lido nedaleko Benátek, kam dorazila jen asi třetina z plánovaného počtu. Křižáci tak neměli šanci republice svatého Marka zaplatit celou pohledávku. Dóže Dandolo ovšem navrhl, že splacení asi 34 000 marek stříbra vojákům odpustí pod podmínkou, že pomohou Benátčanům dobýt přístav Zadar, který byl v rukách křesťanského uherského krále Emericha. Křižáci Dandolovu nabídku pod tlakem okolností přijali a po zhruba měsíčním obléhání (v listopadu roku 1202) prolomili obranu Zadaru. Do výpravy tehdy zasáhl další faktor – z vězení v Konstantinopoli se podařilo uniknout byzantskému princi Alexiovi Angelovi, který byl do něho vsazen v roce 1195 svým strýcem Alexiem spolu se svým otcem Izákem. Sesazený císař Izák Angelos byl zároveň tchánem krále Svaté říše římské Filipa Švábského, jenž vyslal ke křižákům poselstvo s požadavkem, aby vojsko táhlo přes Konstantinopol, kde by pomohlo Izákovi a Alexiovi zpět na trůn. Mladý Alexios křižákům za pomoc při návratu na trůn přislíbil 200 000 marek ve stříbře, vojenskou pomoc čítající 10 000 Byzantinců, roční zásobování v jejich další cestě a začlenění ortodoxie do lůna římské církve. Křižáci pod nátlakem dóžete nabídku přijali a v dubnu 1203 výprava vyplula jižním směrem. Po přestávce na ostrově Korfu loďstvo v červnu 1203 zakotvilo na asijské straně Bosporské úžiny naproti Konstantinopoli.
Po bojích s Byzantinci se křižákům podařilo v létě 1203 v Konstantinopoli dosadit na trůn Izáka Angela a jeho syna. Křižáci tím sice dosáhli svého cíle, ale doposud jim nebyla zaplacena částka slíbená princem (a nynějším císařem) Alexiem – zůstali tedy před městem. Oba císaři byli na počátku následujícího roku (1204) svrženi palácovým převratem. Revoltu vedla strana, jež nepřála, na rozdíl od Izáka a Alexia, přátelství s křižáky. Císařem se stal aristokrat Alexios Dukas Murtzuflos, který se rozhodl křižáky vojensky konfrontovat. Křižáci 13. dubna 1204 hlavní město byzantské říše dobyli a brutálním způsobem vyplenili. Dobytí a vydrancování Konstantinopole bývá označováno za jedno z nejvýnosnějších a zároveň nejostudnějších dobytí města v dějinách.
Pád Konstantinopole znamenal dočasný konec byzantské říše jako celku. Na jejím území vzniklo mnoho nástupnických států, které však zpravidla dlouho nepřežily. Nejvýznamnější stát založený křižáky, Latinské císařství s centrem v samotné Konstantinopoli, byl však stínem moci staré Byzance. Západní feudálové se zde pokoušeli aplikovat evropské lenní zvyklosti, které byly ovšem záhy narušovány vnějšími vlivy. Také příslušníci byzantské aristokracie využili kolapsu centrální moci a uchvátili území v různých částech říše.
K odkazu Byzance se vracel Epirský despotát, jehož vzrůstající moc byla však záhy rozmetána Bulhary, Trapezuntské císařství na severovýchodě Anatolie a Nikajské císařství na západě Malé Asie. Právě regentovi Nikajského císařství Michaelu Palaiologovi se podařilo v roce 1261 vyrvat Konstantinopol ze západních rukou a obnovit byzantskou říši.

## Historie

### Křížová výprava Jindřicha VI.

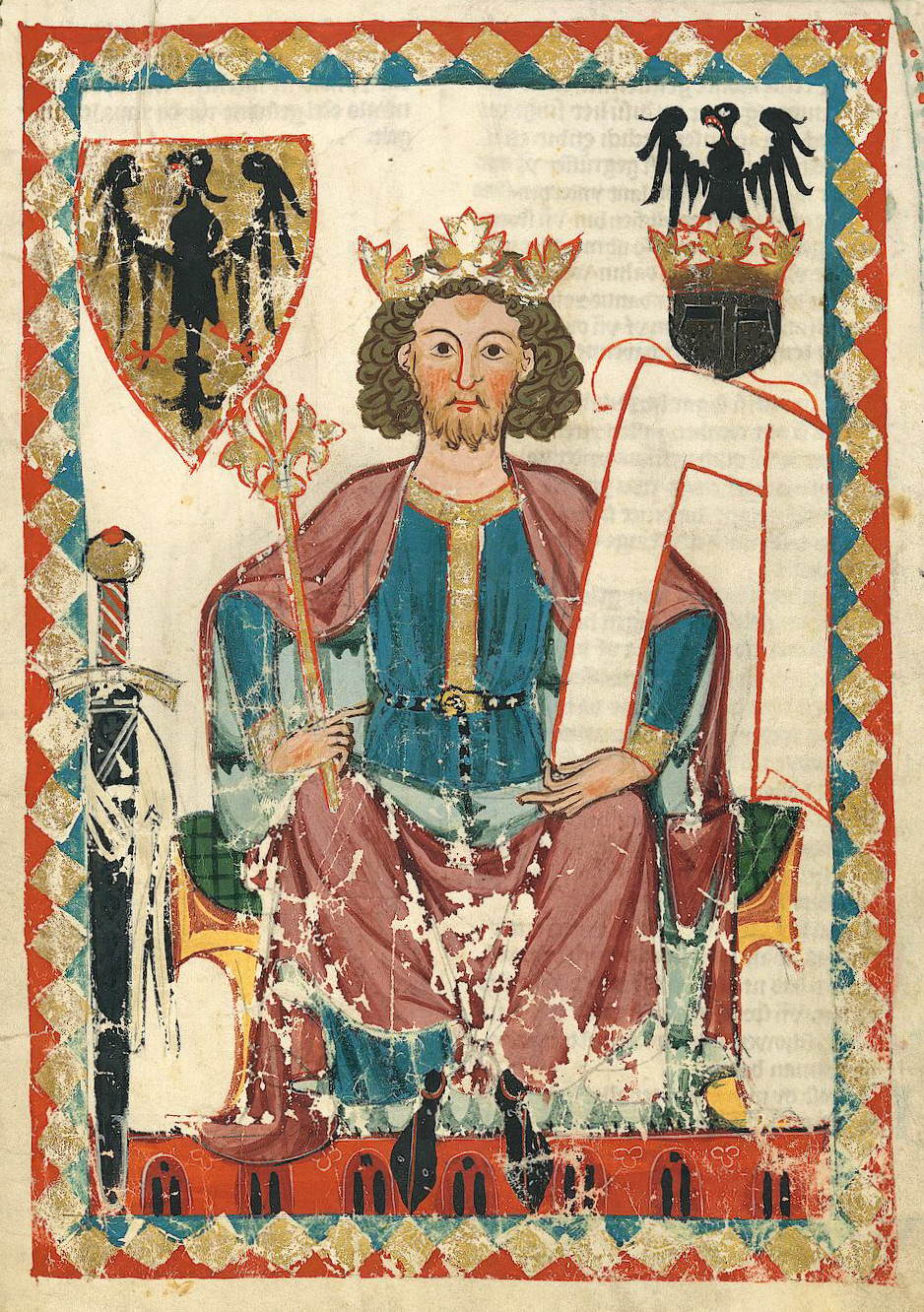
Jindřich VI. Štaufský (ilustrace z Codexu Manesse, okolo 1300).

Po smrti císaře Svaté říše římské Fridricha Barbarossy 10. června 1190 nastoupil na římský trůn jeho syn Jindřich VI., který jevil značný zájem o orientální politiku. Roku 1195 vyhlásil křížovou výpravu do Palestiny, jež však byla namířena i proti byzantské říši. Tam byl převratem svržen Jindřichův příbuzný, císař Izák II. Angelos. Jindřich VI. uvažoval o vojenském zásahu ve prospěch svého příbuzného, avšak narazil na odpor papeže Celestina III., který odmítal jakoukoliv křižáckou akci proti Byzanci. Cílem tažení měla podle Svatého otce být pouze Svatá země. Výpravu zdržoval odpor říšských knížat proti expanzivní politice Jindřicha VI. Vojáci sice do Svaté země na počátku roku 1197 vyrazili, císař Jindřich VI. se však stále zdržel v Itálii, kde v sicilské Messině také v mladém věku dvaatřiceti let v září 1197 zemřel. Německé jednotky, které stihly dorazit do Palestiny, dokázaly s pomocí místních baronů dobýt Sidón a Bejrút; po přijetí zprávy o císařově smrti však odpluly zpět na evropský kontinent. Nejvýznamnějším Jindřichovým činem v blízkovýchodní politice tak bylo povýšení křižáckého Kypru a Arménského knížectví na království, čímž se jejich vládcové, Amaury a Lev II. stali vazaly Svaté říše římské.

### Vyhlášení výpravy
Roku 1198 nastoupil na papežský stolec Innocenc III., v němž myšlenka křížové výpravy našla velkého zastánce. Innocencovou snahou bylo uznání papežství jako vrchní autority světskými panovníky katolické Evropy. S tím bylo spojeno i obnovení latinského panství v Jeruzalémě a jeho připojení pod vládu Říma. Papež byl skeptický vůči schopnostem evropských králů velet křížové výpravě. Zastával názor, že tažení musí být výhradně pod jeho přímým velením. Významní evropští panovníci byli plně zaměstnáni svými domácími problémy; nový anglický král Jan (bratr a nástupce Richarda Lví srdce, jenž zemřel na jaře 1199) byl ve sporu s králem Francie Filipem Augustem a v Německu zuřila válka mezi Filipem Švábským a Otou Brunšvickým – uchazeči o římskou královskou korunu. Pro papeže to byla výhodná situace, svou výzvu ke křížové výpravě pronesl k příslušníkům nižší šlechty a městům, kam nechal vyslat množství kazatelů, a sám hromadně rozesílal agitační dopisy. Financování výpravy chtěl zajistit zdaněním duchovenstva. Ohlas na Innocencovy plamenné výzvy byl však minimální a většina duchovních jeho nařízení o zdanění zcela ignorovala.

#### Tažení francouzských feudálů

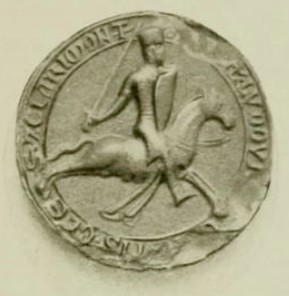
Pečeť Ludvíka z Blois z roku 1201

V listopadu roku 1199 na hradě v Écry-sur-Aisne uspořádal mladý hrabě Theobald ze Champagne velkolepý rytířský turnaj. Při jedné z hostin po turnaji oznámil hrabě Theobald spolu s Ludvíkem z Blois úmysl účastnit se vojenského tažení do Svaté země.
| „                | Tak se shromáždila všechna hrabata a vysocí baroni, kteří přijali kříž. Potom sezvali všechny vysoké osobnosti, které přijaly kříž, a když byli všichni shromáždění, usnesli se mezi sebou, koho vyberou za svého vůdce a pána. Rozhodli se pro hraběte Theobalda ze Champagne a jmenovali ho svým pánem. Potom se rozešli a každý odjel do své země... | “ |
| — Robert z Clari | |   |

Motivy francouzských šlechticů byly převážně politické – na jejich rozhodování měl silný vliv zejména vývoj konfliktu mezi Anglií a Francií. Jihofrancouzští feudálové, kteří se politicky orientovali na Anglii, soudili, že král Jan Bezzemek nemůže konflikt s Filipem Augustem vyhrát, a obávali se ofenzivy francouzského krále. K výpravě se z podobných důvodů přihlásil i hrabě Balduin Flanderský a mnozí baroni ze severní Francie, kteří ve válce Anglie s Francií zachovali neutralitu, čímž jasně porušili své lenní závazky vůči francouzskému králi. Jejich účast na křížové výpravě byla motivována snahou vyhnout se odvetě krále. Výprava se uskutečnila naprosto nezávisle na papeži a jeho výzvách.

### Cesta do Benátek

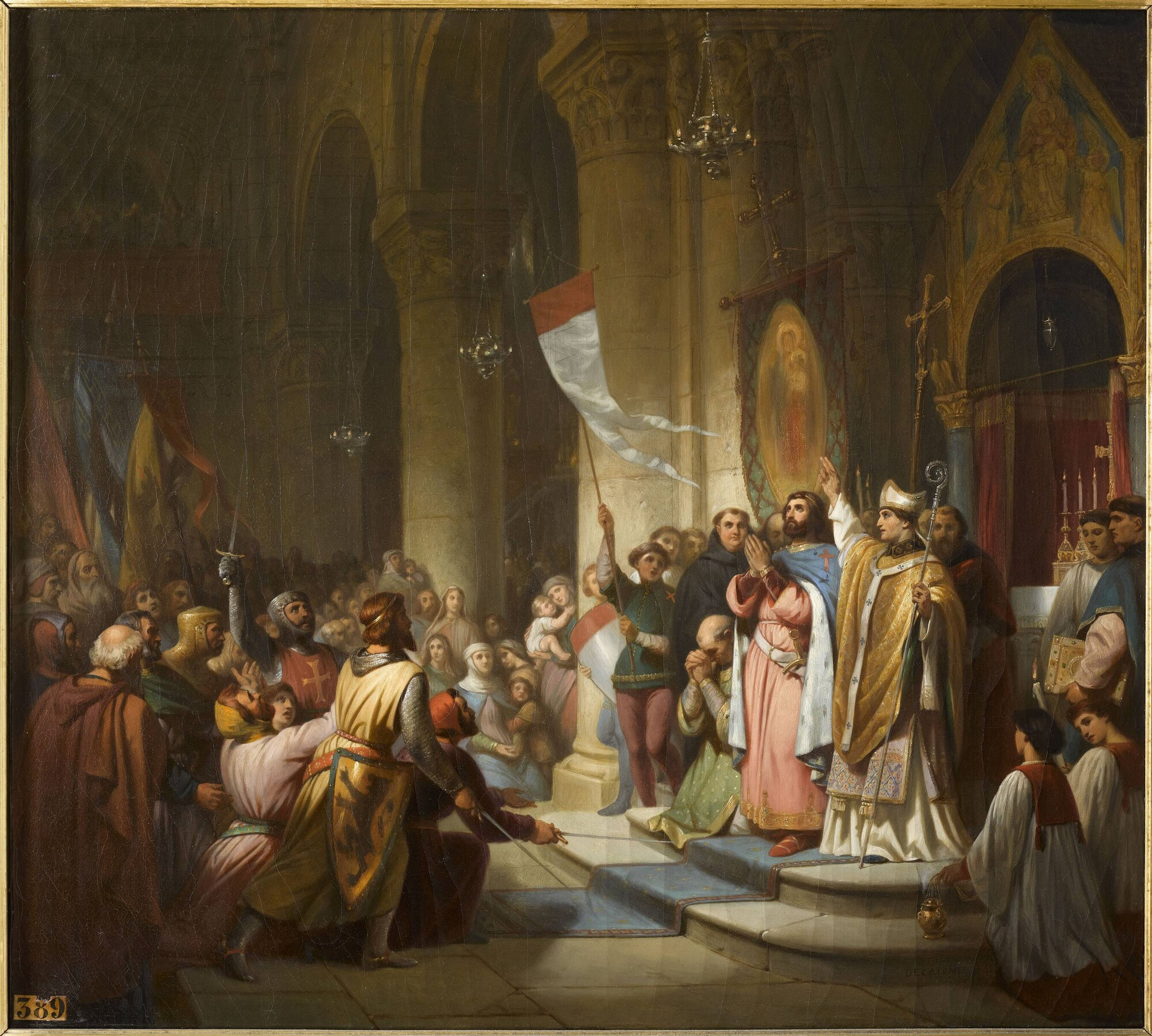
Henri Decaisne: Bonifác z Montferratu se stává vůdcem čtvrté křížové výpravy

Výpravě velela válečná rada složená z předních šlechticů, přičemž hlavní slovo měl Theobald ze Champagne a Balduin Flanderský. Křižáci postupovali v přípravách velmi pomalu a brzy bylo jasné, že cesta do Palestiny nepovede po souši ve stopách první a druhé křížové výpravy, ale po moři, po kterém se plavila už vojska Filipa II. Augusta a Richarda Lví srdce při třetí křížové výpravě. Byzantská říše totiž neovládala pozemní cesty v Anatolii a vydat se tudy by pro výpravu bylo velmi riskantní. Francouzští feudálové nedisponovali námořní flotilou, křižáci se proto obrátili na Benátskou republiku se žádostí o pomoc. Vyjednávání s benátským dóžetem Enricem Dandolem, jež vedlo za křižáky šest vyslanců, určených Theobaldem ze Champagne, Balduinem z Flander a Ludvíkem z Blois (každý vybral dva), začalo v únoru roku 1201. Výsledkem těchto jednání byla dohoda o lodní přepravě 4500 rytířů a dalších 9000 jezdců a 20 000 pěšáků, za což měli křižáci Benátčanům zaplatit 85 000 marek ve stříbře. Benátčané se také zavázali výpravu doprovázet eskadrou padesáti válečných galér, ovšem za cenu podílu na kořisti.
Na jaře 1201 náhle zemřel hrabě Theobald. Uprázdněné místo velitele výpravy zaujal, patrně na nátlak francouzského krále Filipa Augusta, markýz Bonifác z Montferratu poté, co několik dalších velmožů funkci velitele odmítlo. Bonifác patřil ke ghibellinským odpůrcům papeže, a proto se netěšil jeho přízni.

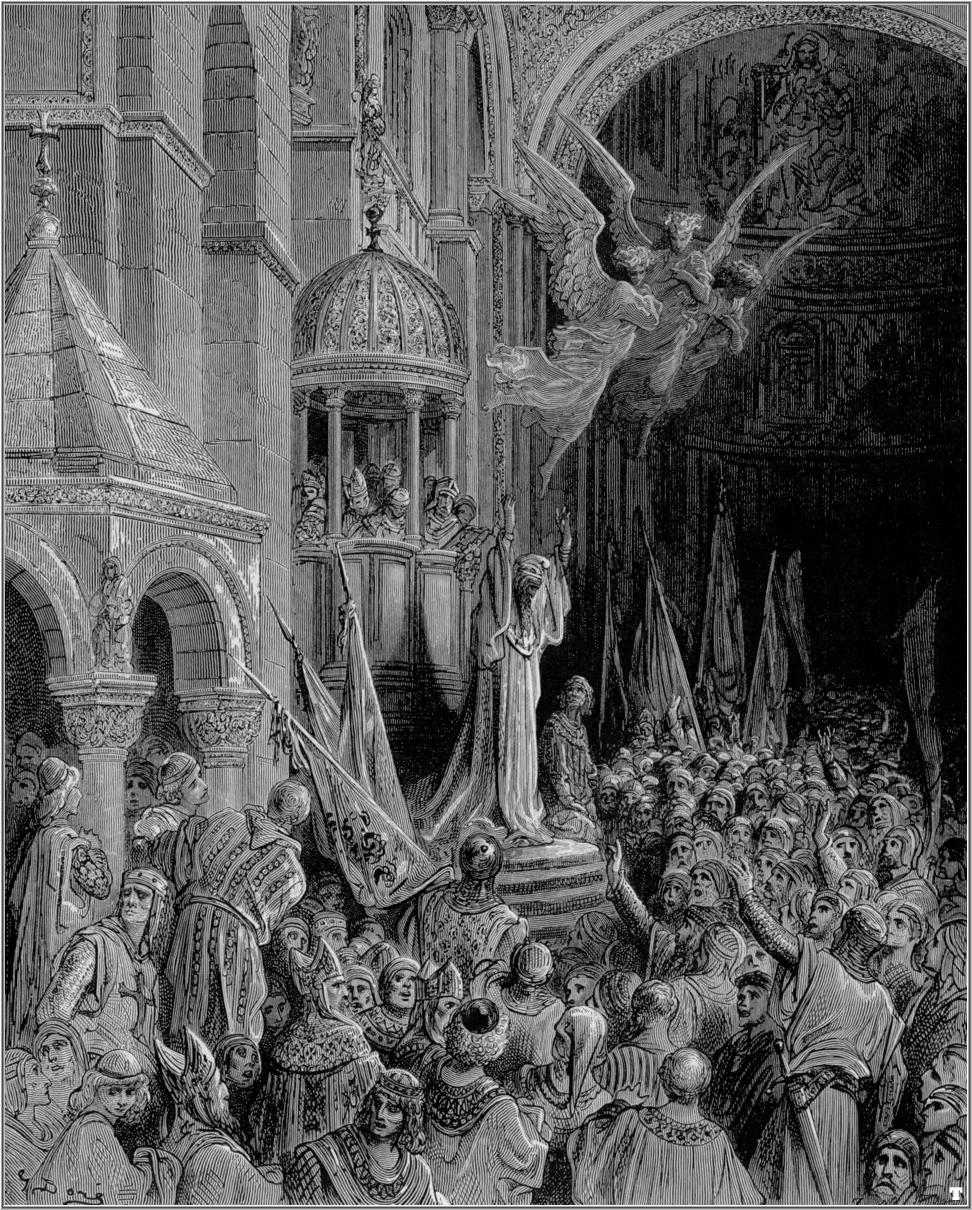
Gustave Doré: Slavný projev Enrica Dandola k Benátčanům před výpravou na Zadar

Předpokládalo se, že výprava vyrazí z Benátek do 28. června 1202. Nicméně křižáci do Benátek začali přicházet až v průběhu léta a nebyli schopni se dohodnout na cíli svého tažení. Mnozí chtěli odplout do Svaté země a posílit místní křižácké barony, další navrhovali vylodit se v Egyptě. Největší přízeň získal plán útoku na Egypt, který byl považován za slabý článek v obraně Ajjúbovců, Saladinových dědiců. Nicméně proti tomuto cíli se stavěli Benátčané, kteří útokem proti Egyptu nechtěli ohrozit své výhodné obchodní kontakty s touto muslimskou zemí. Benátští emisaři dokonce již v té době za zády křižáků vyjednávali s místokrálem egyptského sultána al-Ádila, Saladinova bratra, a snažili se jej přesvědčit, že výprava nebude namířena proti němu. Chtěli tím zabránit konfiskaci benátské obchodní kolonie v Alexandrii.
Postupně začalo vycházet najevo, že původní odhad velikosti křižáckého vojska byl mylný; do ležení u kostela San Niccolo di Lido na ostrově nedaleko Benátek dorazila asi třetina z předpokládaného počtu, tedy přibližně 10 000 mužů. Mnozí účastníci výpravy z Provence a Burgundska si navíc objednali vlastní přepravu přes Marseille, což u křižáků v Benátkách vyvolalo pohoršení. Benátčané požadovali zaplacení poplatků za přepravu celého původně sjednaného kontingentu vojáků i výloh za dosavadní pobyt ve městě, což se ukázalo nad finanční možnosti křižáků. Po zaplacení výloh prostými křižáky sáhli do kapes i výše postavení, přesto zůstal dluh asi 34 000 stříbrných marek. Dóže začal na křižáky vyvíjet nátlak a pohrozil jim přerušením zásobování. Dandolova výhrůžka dostala křižáky do zoufalé situace, proto jim dóže navrhl, aby výměnou za odložení splátek dobyli v zájmu republiky sv. Marka město Zadar. To vzbudilo bouřlivou diskusi, neboť Zadar byl městem křesťanským, které Benátky roku 1186 ztratily ve prospěch uherského krále Bély III., a nyní představoval pro benátské obchodníky vážnou konkurenci. Papež prostřednictvím kardinála Petra z Capuy dobyvačný plán zakázal pod trestem exkomunikace. Zadlužení křižáci nechtěli připustit otevřený konflikt s Dandolem a nakonec s jeho požadavkem souhlasili. Dandolo triumfoval a při svém velkolepém projevu v kostele svatého Marka v Benátkách přijal kříž.
| „                | ...Pánové, vy jste vytvořili společenství nejlepších z lidí na celém světě, ve jménu nejvyššího úkolu, který jste na sebe vzali. Já jsem už starý a slabý a potřeboval bych pokoj a strádám tělesnými neduhy, ale vidím, že nikdo jiný než já nemůže vás provádět a vésti jako váš pán. Jestliže dáte souhlas k tomu, abych vzal kříž, abych vás chránil a velel vám, (...) tak já půjdu spolu s vámi a s poutníky [křižáky] budu žít nebo zemřu... | “ |
| — Enrico Dandolo | |   |

Příkladu svého dóžete následovalo mnoho dosud váhajících Benátčanů.

### Dobytí Zadaru
Dne 1. října 1202 vyplula z Benátek flotila, jaké v té době nebylo ve Středomoří rovno. Křižáci a Benátčané déle než měsíc křižovali podél dalmatského pobřeží, demonstrujíce svou sílu, a 10. listopadu se armáda vylodila před Zadarem. Zde se znovu ozvali odpůrci tažení křižáků proti křesťanům, neboť o papežském zákazu se již všeobecně vědělo.
| „                           | Poté povstal opat de Vaux z řádu cisterciáků a řekl jim toto:„Pánové, zakazuji vám útok na toto město [Zadar]; protože uvnitř jsou křesťané a vy jste poutníci.“ Když to dóže [Enrico Dandolo] uslyšel, velice se rozzlobil, zasmušil se a řekl baronům toto:„Pánové, já jsem měl na základě dohody toto město ve své milosti a váš lid odvrhl tuto dohodu; vy jste mně slíbili pomoci města dobýt a já to nyní potřebuji.“ | “ |
| — Geoffroy z Villehardouinu | |   |

Šlechta v řadách křižáků benátský plán podporovala, neboť jim bylo jasné, že bez námořnictva bude výprava bez prostředků a zásobování opuštěna v Dalmácii, což by znamenalo její konec. Přesto se mnozí v čele s Bonifácem z Montferratu obléhání Zadaru odmítli účastnit. Obrana města byla nakonec prolomena a posádka ještě v listopadu kapitulovala; pod nadvládou Benátek město zůstalo až do roku 1358. Zdrcený papež poté křižáky a Benátčany exkomunikoval.

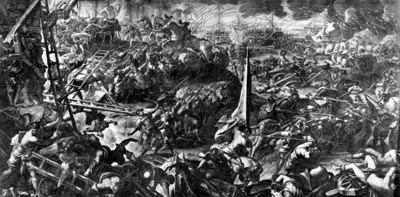
Bitva o Zadar, obraz z 19. století.

Dobyvatelé se rozhodli v Zadaru přezimovat. Docházelo k častým šarvátkám mezi francouzskými křižáky a Benátčany, ale vůdcové podobné incidenty vždy rychle potlačili. V polovině prosince do města přijel velitel výpravy, markýz Bonifác z Montferratu. Počátkem roku 1203 do křižáckého ležení dorazili poslové krále Filipa Švábského. Nesli zprávu od byzantského prince Alexia Angela; jeho otec byl sesazený a svržený byzantský císař Izák II. Princi se na rozdíl od Izáka podařilo uprchnout a vyhledat pomoc u své sestry Ireny a jejího muže Filipa Švábského. Nyní jeho poslové křižákům navrhli, aby pluli nejprve do Konstantinopole a dosadili Alexia na byzantský trůn. Mladý Alexios nešetřil velkorysými, ale naprosto nereálnými sliby – slíbil křižákům vyplatit 200 000 stříbrných marek, uznání papežské autority nad východní ortodoxní církví, zásobování křižáckého vojska a poskytnutí byzantské armády o síle 10 000 mužů pro přímou účast na křížové výpravě. Tvrdil, že jeho strýc císař Alexios III. je mezi lidem neoblíbený a obyvatelstvo povstane, Alexia III. svrhne a prince prohlásí císařem.
Podobně jako před útokem na Zadar, i v této chvíli mnozí křižáci, zejména z řad duchovních a nižších rytířů, odmítli mít s tažením na Konstantinopol cokoliv společného, opustili výpravu a do Svaté země se vydali na vlastní pěst. Mnozí dezertéři se rozhodli po souši vydat zpět do Francie. Naráželi ovšem na odpor chorvatského obyvatelstva a mnoho jich po cestě zahynulo. Benátčané se jasně vyslovili pro nabídku prince Alexia a křižákům podobně jako před Zadarem pohrozili opuštěním výpravy. Vůdcové nátlaku Benátčanů podlehli a v zájmu zachování jednoty vojska návrh přijali.
| „                           | A tak se objevili markýz Bonifác z Montferratu, Bohemund [správně Balduin], hrabě flanderský a hennegavský, hrabě Ludvík i hrabě Hugo ze Saint Paul a ti, kteří stáli na jejich straně, tvrdili, že přijmou takový návrh, který byl tlumočen německými posly, a jinak že by se hanbili, kdyby odmítli... | “ |
| — Geoffroy z Villehardouinu | |   |

Papeže z jednání nešlo vyloučit a přesvědčit jej nebylo jednoduché. Křižáci mu sdělili pouze to, že cílem zastávky v Konstantinopoli je dosazení prince Alexia na byzantský trůn, za což bylo princem přislíbeno sjednocení římské a ortodoxní církve, což na Innocence silně zapůsobilo. Během jednání se dozvěděl plnou pravdu ohledně útoku na Zadar; usoudil, že křižáci byli dóžetem vydíráni, odpustil jim a svou exkomunikaci vztáhl jen na Benátčany.

### Tažení na Konstantinopol

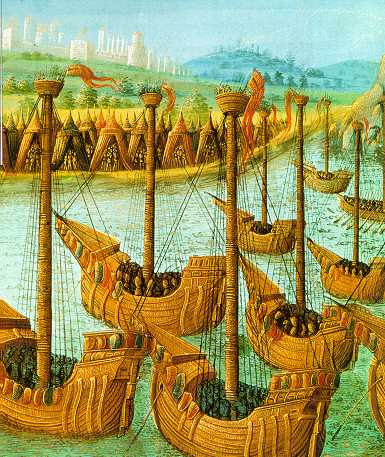
Středověké znázornění příjezdu křižáků ke Konstantinopoli

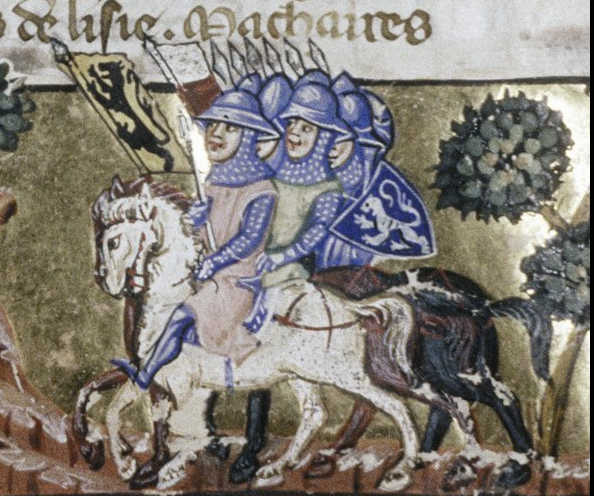
Účastníci čtvrté křížové výpravy na středověké iluminaci

25. dubna 1203 se ke křižáckému vojsku připojil sám princ Alexios. Výprava vyrazila na jih přes Jaderské moře; po zastávce v Dyrrhachiu, kde tamější obyvatelé přijali mladého prince za císaře, zakotvila na Korfu. Tady se více než polovina vojska vzbouřila. Odmítla se dále účastnit výpravy na Konstantinopol a rozbila tábor na ostrově s úmyslem najmout si v Brindisi, přístavu na protilehlém břehu Itálie, vlastní lodě a pokračovat do Svaté země vlastní cestou. Bonifác z Montferratu a ostatní vůdci se vydali do tábora vzbouřenců a nakonec s nimi dohodli kompromis; odpadlíci budou pokračovat s vojskem do Konstantinopole do 29. září 1203, poté se Bonifác zaručil zajistit dopravu přímo do Svaté země. Na Korfu se udál ještě další incident. Když se křižáci vylodili, byli přátelsky uvítáni místními Řeky. Jakmile místní zjistili, že křižáci mají v úmyslu do Konstantinopole dosadit na trůn prince Alexia, zvedla se vlna nevole a obyvatelé se pokusili v přístavech napadnout benátské lodě a potopit je.
24. května křižáci opustili Korfu a vydali se do Egejského moře. Jejich další zastávkou se stal ostrov Euboia. Z Euboie se část křižáků vydala na ostrov Andros, aby přinutila tamní obyvatele uznat mladého Alexia císařem a aby vybrala daně. Zbytek vojska se vydal směrem k Abydu na pobřeží Anatolie, kde armáda počkala týden, aby doplnila zásoby a počkala na opozdilé lodě. Dalším cílem byla až Konstantinopol.
| „                           | Úžina sv. Jiří, směrem na východ plná válečných lodí, galér a nákladních lodí vypadala jako jeden květ. Ten kouzelný pohled byl skutečně úžasným zážitkem. Lodi proplouvaly úžinou, až v předvečer svátku sv. Jana Křtitele dopluly těsně k opatství sv. Štěpána, vzdálenému od Konstantinopole čtyři nebo pět mil, odkud všichni na palubě spatřili celé město. Loďstvo vjelo do přístavu a vyhodilo kotvy. Ujišťuji vás, že kdo nikdy dřív neviděl Konstantinopol, dychtivě na město zíral, protože si nedovedl představit, že by mohlo být na světě tak krásné místo. Hleděli na obklopující je vysoké hradby a hrdé věže, bohaté paláce a tyčící se chrámy, kterých bylo tolik, že by byl nikdo, kdo je nespatřil na vlastní oči, neuvěřil, že to může být pravda, a viděli, jak se město, které kraluje všem ostatním, rozkládá do délky i šířky. Nenašel se muž tak odvážný a troufalý, který by se při tom pohledu nezachvěl. Není se čemu divit, protože od stvoření světa nikdo nevytvořil tak úžasné dílo. | “ |
| — Geoffroy z Villehardouinu | |   |

24. června křižáci přistáli v Chalkedonu a Chyrysopoli na asijské straně Bosporu, kde rozbili tábor. Flotila disponovala 60 válečnými galérami, 50 transportními loděmi pro koně a 100 transportními plavidly pro vojáky. Proti nim stálo město v té době asi se 150 000 obyvateli a posádka o síle 30 000 mužů, z toho 5000 příslušníků císařské stráže, elitní varjažské gardy. Vládnoucího císaře Alexia III. křižáci sice nepřekvapili, nicméně se proti křižákům nijak zvláště vojensky nepřipravoval; spoléhal na mohutné městské opevnění i neschopnost křižáckých velitelů. Křižáky překvapilo, že obyvatelstvo Konstantinopole nepovstalo proti nenáviděnému Alexiovi III., jak je ujišťoval mladý princ. Obyvatelé i několik tisíc příslušníků varjažské gardy, přítomných v císařském paláci, se naopak za císaře postavili. Křižáci se rozhodli obyvatele města podnítit ke vzpouře; několik benátských galér s princem Alexiem, Bonifácem z Montferratu a dóžetem Dandolem vyplulo kolem konstantinopolských hradeb a heroldi z lodí ohlašovali přítomnost právoplatného dědice trůnu. Pokus zcela selhal, zbýval tak již jen frontální útok.

#### Porážka Alexia III.

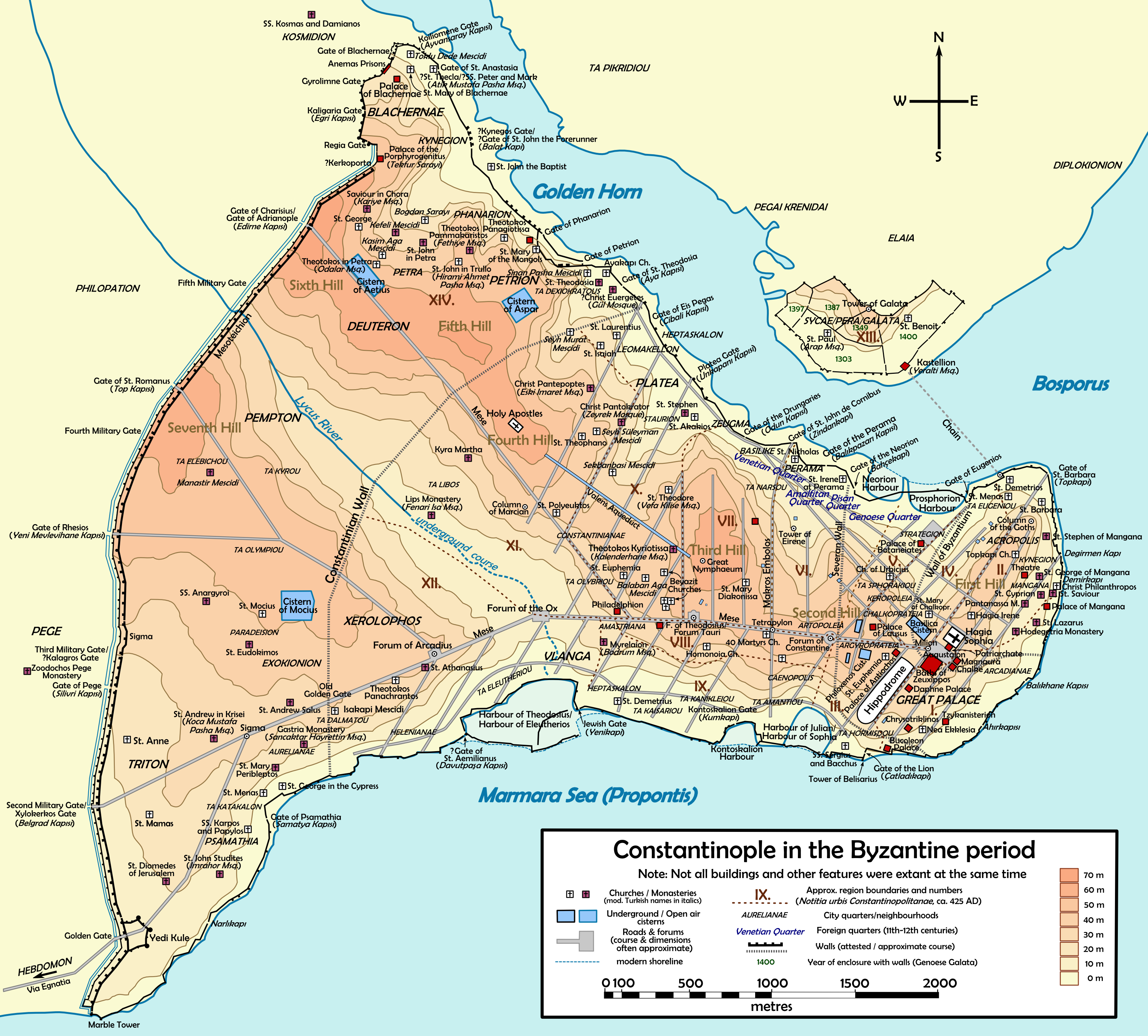
Mapa Konstantinopole

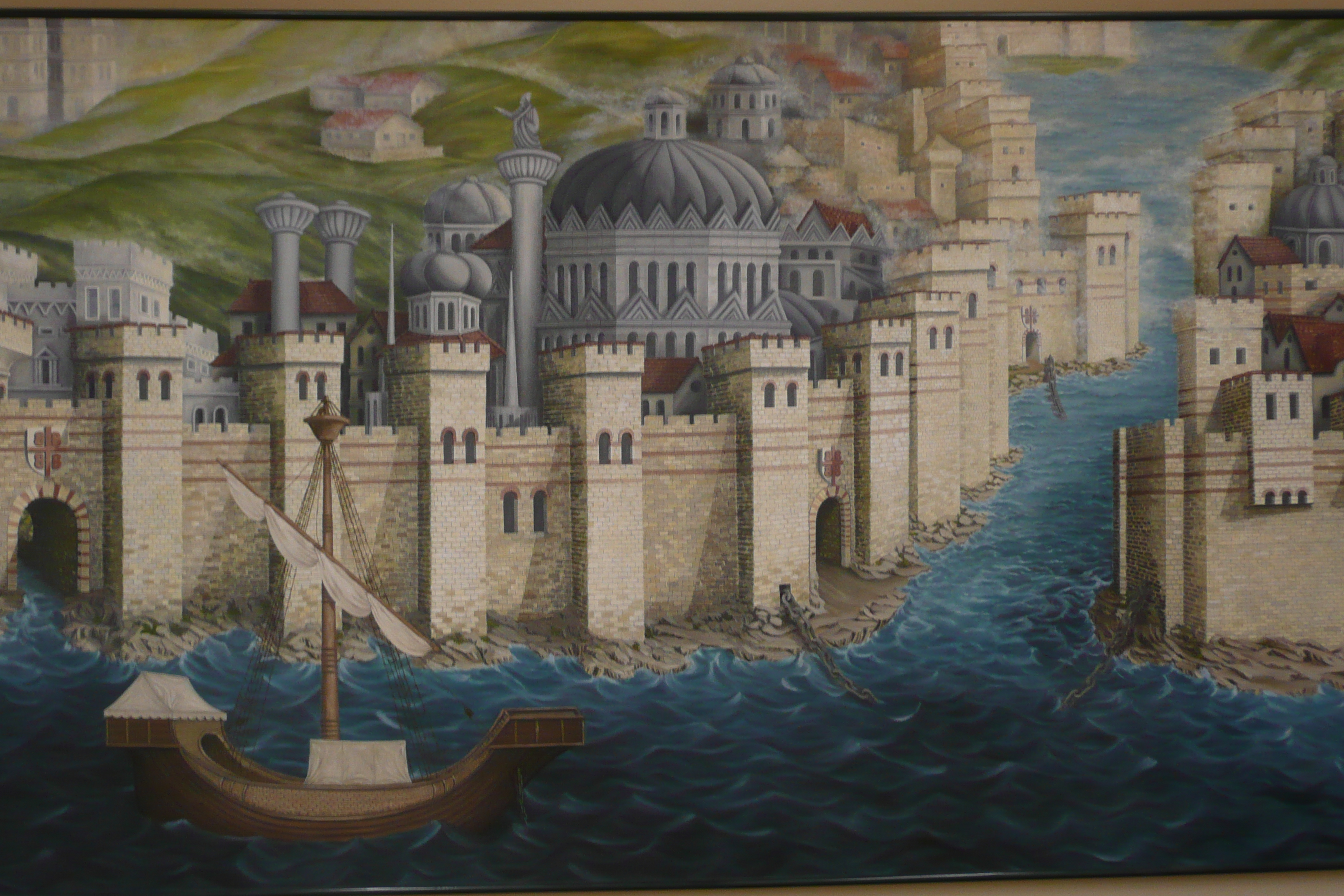
Benátská flotila prorazila řetěz na Galatské věži a vplouvá do Zlatého rohu, moderní obraz

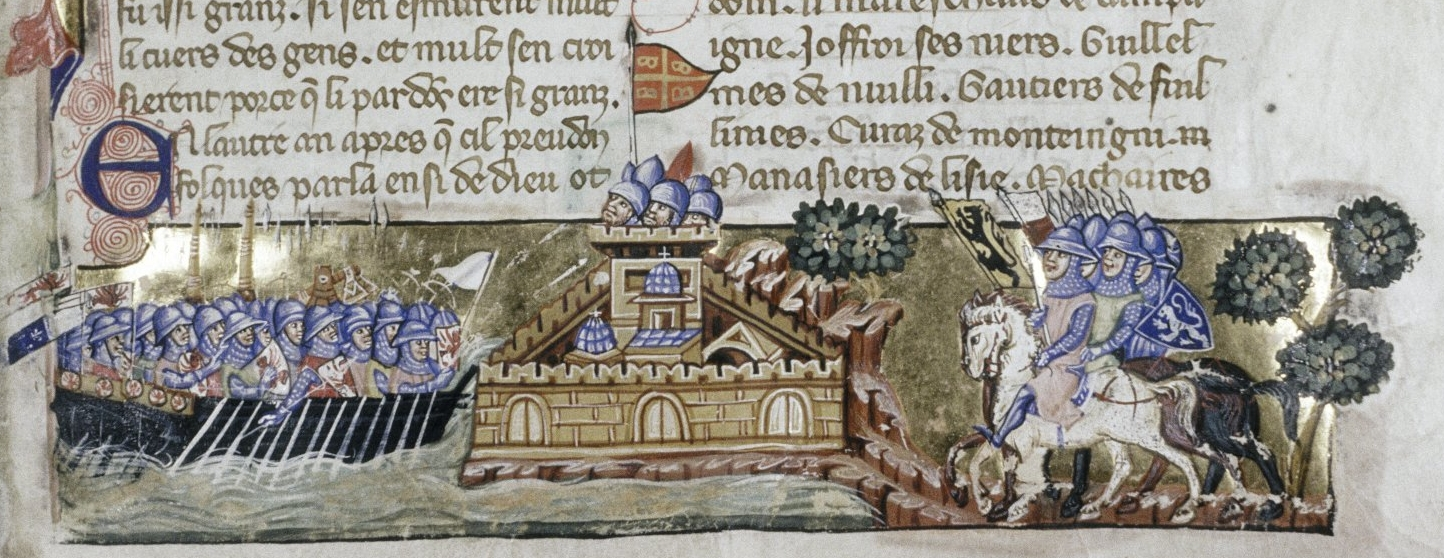
Křižáci útočí na Konstantinopol z rukopisu Geoffroye z Villehardouinu, asi 1330

Aby křižáci mohli na město zaútočit, potřebovali překročit Bosporskou úžinu. Již 5. července se proto střetli s Byzantinci, kteří byli zprvu odhodláni útok Latinů odrazit. Byli zahnáni a křižáci se usadili před Galatskou věží, pevností, kterou od Konstantinopole odděloval záliv Zlatý roh. Nazítří (6. července) obránci Galatské věže zaútočili na křižáky ve snaze vyhnat je; na pomoc připlula také posila z Konstantinopole. Křižácké vojsko bylo rozděleno na sedm skupin pod velením významných velmožů. Křižáčtí rytíři vyrazili na svých koních z transportních lodí a Byzantinci se před nimi dali na útěk. Křižáci je pronásledovali a zaútočili na Galatskou věž, která držela konec mohutného řetězu, jenž zabraňoval lodím vstup do Zlatého rohu. Když křižáci a Benátčané obléhali věž, podnikli z pevnosti Řekové protiútok a zpočátku měli úspěch. Nicméně když Řekové začali ustupovat zpět do věže, byli křižáci schopni se znovu přeskupit, vyrazit za Řeky, prorazit bránu a věž dobýt. Cesta do Zlatého rohu byla volná a benátská flotila tak získala přístup k nejzranitelnějším částem konstantinopolského opevnění. Do cesty se Benátčanům postavila malá byzantská eskadra o síle 20 galér, kterou benátské námořnictvo rychle potopilo.
Křižáci a Benátčané si rozdělili úlohy; zatímco Francouzi, vybavení pro boj na souši, budou obléhat hradby, Benátčané budou útočit z moře. 11. července křižáci zaujali pozice proti paláci Blachernae v severozápadním cípu města. O šest dní později, ve čtvrtek 17. července, křižáci zaútočili. Francouzi opět bojovali v sedmi skupinách, jejich útok proti hlavní bráně u paláce Blacherny byl tvrdě odražen příslušníky císařské varjažské gardy, jež byla tvořena především Dány a Angličany. Rovněž Benátčané v čele s dóžetem Dandolem zaútočili (ti ale vedli svůj útok z moře), ale katapulty a další stroje dokázaly nápor benátských galér odrazit. Dandolo se posléze nechal vylodit spolu s korouhví svatého Marka; značně demoralizovaní vojáci následovali jeho příkladu a vylodili se také. Když viděli, že korouhev patrona Benátek by mohla být ohrožena, vrhli se do útoku. Zteč byla úspěšná a Benátčané dobyli první věž na konstantinopolském opevnění. Povzbuzeni faktem, že korouhev svatého Marka již vlaje na hradbách a že konstantinopolští obránci panikaří, zaútočili křižáci znovu; do rukou Benátčanů se tehdy dostalo 25 věží. Když viděli, že se francouzské pomoci nedočkají, zapálili předměstí pod hradbami a opevnili se na svých dobytých pozicích. Ničivý požár spálil na 120 akrů městské zástavby a zanechal 20 000 lidí bez domova.
Až do té chvíle císař schopnosti křižáků podceňoval, ale v době, kdy benátská standarta vlála na části konstantinopolských hradeb a kdy se lid začal bouřit proti císařově nečinnosti, se rozhodl podniknout protiútok. Sám se oblékl do slavnostní zbroje a opustil s mohutnou armádou hlavní město. Byzantinci měli sice velkou přesilu, ale stáli proti opevněnému křižáckému táboru a sešikovanému vojsku křižáků a císař Alexios III. byl patrně nerozhodný velitel. Enrico Dandolo se svými benátskými jednotkami přispěchal Francouzům na pomoc a když nakonec nedošlo k rozhodující bitvě, dal Alexios rozkaz ustoupit zpět do města. Křižáci si ústup císaře vykládali jako své vítězství a morálka byzantského vojska i obyvatel značně klesla. Císař Alexios situaci vyhodnotil a rozhodl se pro jasné řešení.
| „                   | ...Alexios [III.] se spěšně odebral do paláce a připravoval se na útěk, jako by vší mocí chtěl zkrátit cestu k neblahému pádu města a připravit mu ještě těžší konec, než taký mu osud předurčil. Svěřil svůj záměr jen několika málo ze svých souložnic a příbuzných, vzal s sebou ze svých dcer pouze Irenu, přisvojil si deset kentenarů zlata a jiných císařských šperků s drahými kameny a matně se lesknoucími perlami. V noční době ze 17. na 18. července vyrazil... | “ |
| — Niketas Choniates | |   |

#### Dva císařové a jejich pád

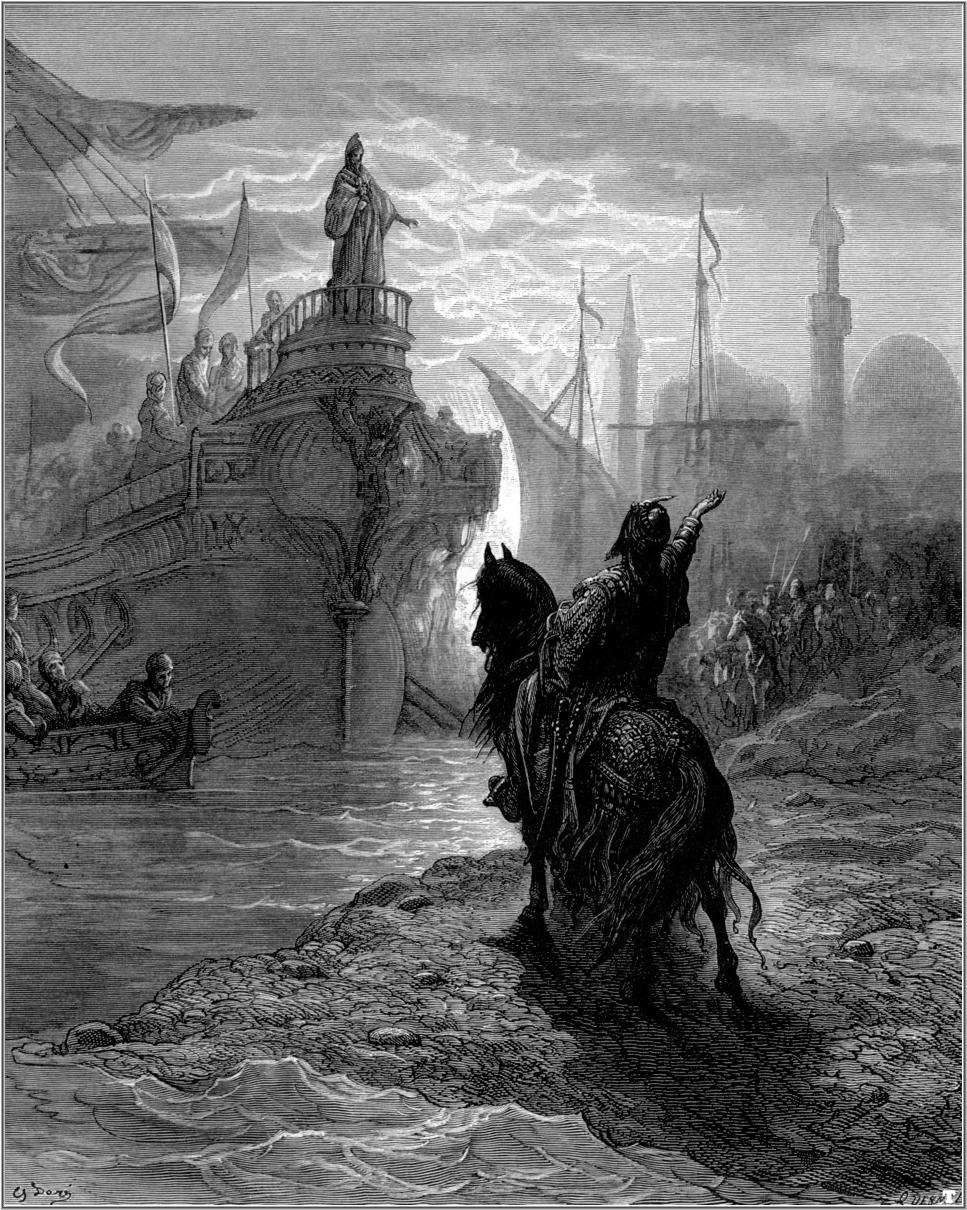
Gustave Doré: Alexios Murtzuflos a Enrico Dandolo

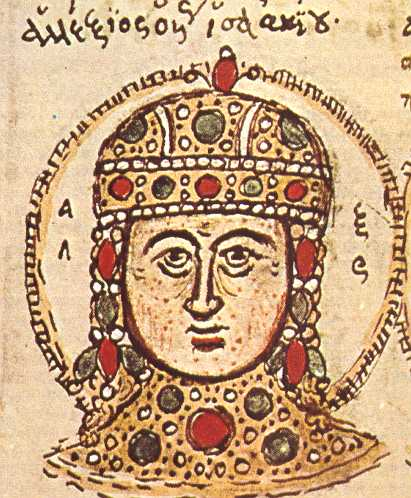
Freska zobrazující císaře Alexia IV.

Po útěku Alexia III. byl z vězení vyveden slepý excísař Izák II. a dosazen zpět na císařský trůn. Staronový císař vyslal ke křižákům a ke svému synovi Alexiovi zprávu o svém opětovném uvedení na byzantský trůn. Vzápětí k němu dorazilo poselstvo z křižáckého tábora, dva vyslanci za Benátčany a dva za Francouze, kteří na Izákovi požadovali stvrzení slibů daných jeho synem, princem Alexiem. Dále vyžadovali, aby přijal svého syna za spoluvládce. Izák neměl na vybranou, a tak souhlasil. Křižáci koncem července triumfálně vstoupili do města jako spojenci císařství a princ Alexios byl 1. srpna v chrámu Hagia Sofia korunován za přítomnosti významných křižáckých baronů Izákovým spoluvládcem jako Alexios IV. Křižáci se zatím utábořili nedaleko města a čekali na slíbenou odměnu. Brzy vyšlo najevo, že sliby, jež dal mladý Alexios, je nemožné splnit. Byzantská pokladna nebyla s to zaplatit 200 000 stříbrných marek. Byzanc již nebyla obchodní velmocí jako kdysi, protože císařové rozprodali práva k bezcelnímu vývozu italským republikám, a orientální obchod se tím přesunul do Alexandrie. Byly vyhlášeny mimořádné daně a peníze císaři získávali dokonce i z církevního jmění a jednotlivých kostelů, což pobuřovalo obyvatelstvo a rozdmýchávalo nenávist vůči oběma císařům a jejich křižáckým spojencům. Také Alexiova snaha přimět ortodoxní duchovní k poslušnosti papeži nedošla úspěchu. Preláti Alexiův rozkaz sice neodmítli, ale také nesplnili a jeho dodržení cíleně protahovali. Nakonec ani slíbené byzantské vojsko pro křížovou výpravu nebylo postaveno, protože i kdyby se císařům podařilo naverbovat 10 000 byzantských vojáků, všem bylo jasné, že jejich loajalita vůči křižákům by byla velmi pochybná a riziko vzpoury vysoké.
Alexios IV. požádal Enrica Dandola o odklad splátek zbývajících dluhů. Odhaduje se, že se císařům podařilo splatit asi polovinu. Nespokojenost konstaninopolských obyvatel rostla; křižáci ve městě běžně kradli ve velkém a při jednom vzplanutí náboženského fanatismu v srpnu 1203 podpálili místní mešitu, vybudovanou kvůli muslimským návštěvníkům. S ní lehla popelem i jedna z městských čtvrtí. Ještě téhož měsíce Alexios IV. vyrazil spolu se šestitisícovým křižáckým oddílem do Thrákie, aby se pokusil porazit sesazeného Alexia III., který z Adrianopole řídil odboj proti svému bratrovi a synovci, a také zastavil nájezdy Bulharů na byzantské území. Alexiovi se Bulhary podařilo porazit a poté se triumfálně vrátil do hlavního města. Po návratu se však ještě snížila frekvence splácení Alexiova dluhu vůči křižákům a tak v listopadu dorazilo šestičlenné poselstvo, rovnoměrně složené z Benátčanů a Francouzů, opět vymáhat dluh.
Na konci ledna roku 1204 vyvrcholila všeobecná nespokojenost. V chrámu Hagia Sofia se sešel dav, aby císařem prohlásil neznámého mladíka Nikolaa Kanaba. Podobná shromáždění nebyla neobvyklá, ale toto vyvolalo mohutné lidové povstání proti Izákovi a Alexiovi. Alexios IV. v zoufalství požádal o pomoc křižáky a vyzval je, aby obsadili císařský palác Blacherny. Tímto krokem se zbavil poslední opory, jež mu u Byzantinců zbývala. Následný palácový převrat vedl aristokrat a zároveň zeť uprchlého Alexia III. Alexios Dukas, zvaný Murtzuflos – Zachmuřený, který svrhl císaře z rodu Angelů a sám nastoupil na trůn jako Alexios V. Sesazení císařové Izák s Alexiem byli uvrženi do vězení; Alexios byl nakonec na Murtzuflův příkaz uškrcen a nemocný Izák zemřel na následky útrap ve vězení. Nikolaos Kanabos byl rovněž zajat a pravděpodobně popraven.

#### Dobytí Konstantinopole
Nový císař nařídil opravu poničených hradeb hlavního města. Také se snažil povzbudit značně demoralizované obránce, kteří se zřejmě nechali Benátčany uplácet. Palácový převrat, jenž na císařský trůn vynesl vůdce protilatinské politiky v byzantské říši, definitivně rozhodl o dalším směřování výpravy – zbylými křižáky byl podpořen návrh Benátčanů, kteří již delší dobu trvali na přímém útoku na Konstantinopol.
Jednání začala probíhat v březnu 1204 v křižáckém táboře v Galatě naproti Konstantinopoli. Křižáci byli rozhodnuti po dobytí města dosadit na trůn „svého“ člověka; bylo však velmi obtížné vybrat ideálního kandidáta. Část křižáků navrhovala zvolit Filipa Švábského, krále Svaté říše římské, čímž by se obě císařství opět spojila. Exkomunikovaný král, který postrádal přízeň papeže, měl však velké problémy ve vlastní zemi a nevyhovoval ani Benátčanům, kteří si i nadále udržovali velký vliv, takže nakonec byl jako možný kandidát zavrhnut. V úvahu připadal také formální vůdce tažení, Bonifác z Montferratu. Ani s jeho osobou však Benátčané nesouhlasili. Nakonec se křižáci dohodli volbu nového císaře uskutečnit až po dobytí města; voliteli se měli stát Benátčané a Francouzi – šest zástupců každého křídla křižáků, tedy celkem dvanáct volitelů. Dóže se s ostatními nejvýznamnějšími představiteli také dohodl na dělení finanční kořisti – Benátčané měli obdržet tři čtvrtiny, ostatní křižáci jednu čtvrtinu.

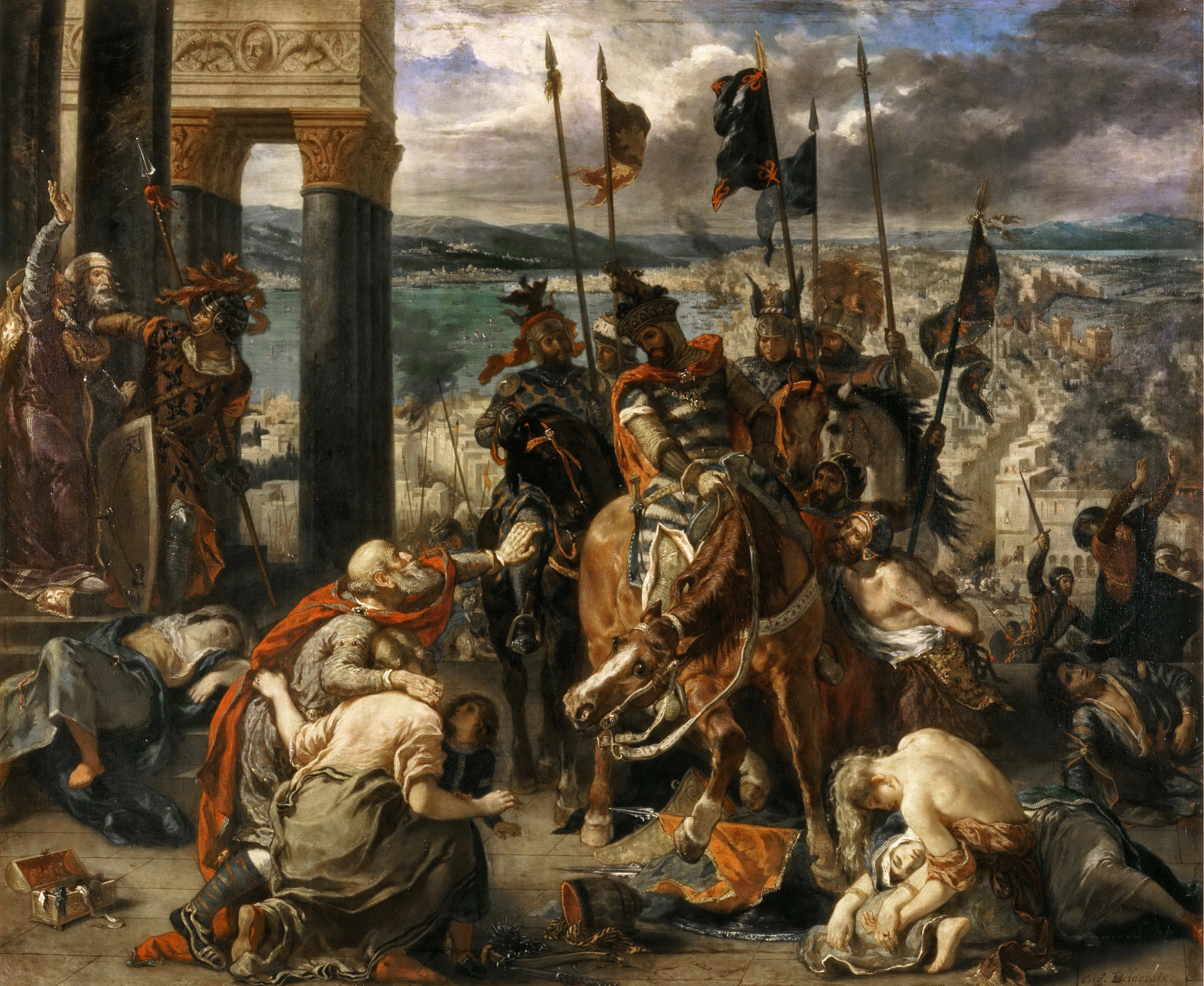
Křižáci vstupují do Konstantinopole, Eugène Delacroix

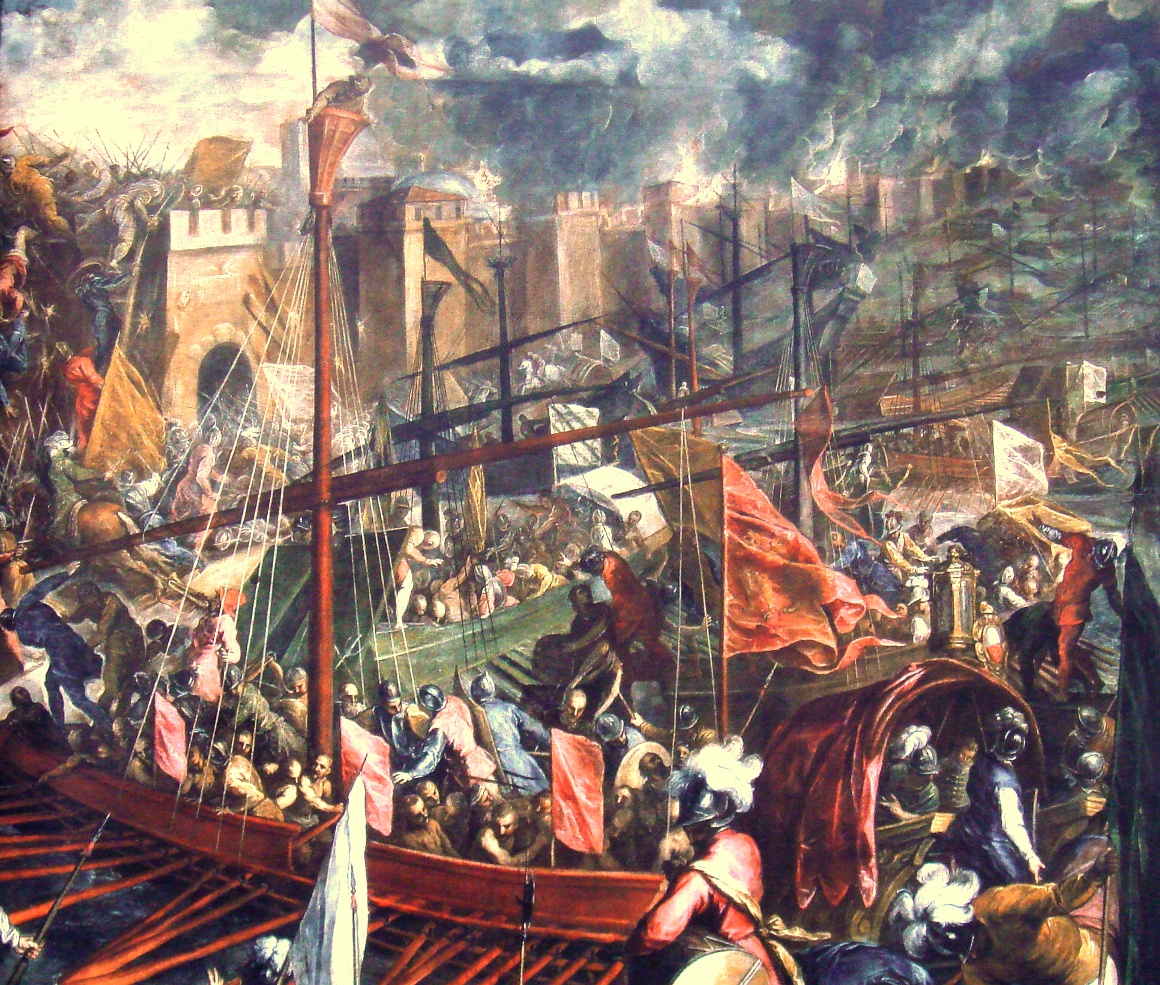
Palma Le Jeune: Bitva o Konstantinopol

První útok křižáci podnikli v pátek 9. dubna. Odpoledne vyvinuli mohutný nápor z moře, který však dokázali Byzantinci odrazit. Křižáci se posléze stáhli do svého tábora. Na obou stranách byly velké ztráty; navzdory tomu však byli obránci Konstantinopole tímto dílčím vítězstvím povzbuzeni. Téhož večera se křižáci rozhodli vést další útok hned následující den. K útoku nakonec došlo až v pondělí 12. dubna. Ráno stály obě armády proti sobě na otevřeném poli. Obyvatelé Konstantinopole byli ve velmi dobré náladě; podle kronikáře Geoffroye z Villehardouinu se křižáků „báli ještě méně než na začátku“. Obléhatelům velmi pomohl severní vítr zvaný Boreás, jenž poslal lodě blíže hradbám. Přes žebřík, postavený na jednom z korábů, poté přelezli dva křižáci na konstantinopolské hradby a zmocnili se jedné z věží. Když spatřili křižáci své druhy na hradbách, jejich útok zesílil a zmocnili se dalších věží. Jakmile císař Murtzuflos a jeho vojsko spatřili armádu Latinů, uprchli zpět do Konstantinopole. Křižákům se podařilo udělat díry do hradeb a proniknout do města. Rovněž Benátčanům se podařilo překonat opevnění z moře, navzdory tvrdému odporu varjažské gardy. Křižáci vtrhli do Konstantinopole a obsadili čtvrť Blacherny na severozápadě, kterou použili jako základnu k dalšímu podmaňování města. Císař Alexios Murtzuflos mezitím uprchnul spolu se svou chotí Eudokií Angelinou ke svému tchánovi, excísaři Alexiovi III. Jeho nástupcem byl byzantskými aristokraty na shromáždění v chrámu Hagia Sofia zvolen novým císařem Theodoros Laskaris, manžel další dcery Alexia III. a, obdobně jako Murtzuflos, rozhodný odpůrce Latinů. Nově zvolený basileus  odmítl korunovaci, místo toho se pokoušel povzbudit demoralizované vojáky. Když zjistil, že Byzantinci nemají žádnou naději, uprchl i s byzantským dvorem do Nikaie. V noci vypukl ve městě mohutný požár; ke smůle zdecimovaných obránců spálil domov 15 000 lidem. Příštího dne – v úterý 13. dubna roku 1204 – se křižáci nesetkali již s žádným odporem. Neplánovaného cíle výpravy bylo dosaženo a Konstantinopol, nejvýznamnější město ortodoxního světa, byla dobyta vojsky, bojujícími ve jménu Krista.

#### Vyplenění Konstantinopole křižáky
Drancování, které nastalo, trvalo tři dny. Byla zničena mnohá antická a byzantská umělecká díla a další byla odvezena do Benátek. Vypleněn byl také chrám Hagia Sofia i další kostely, neboť křižáci považovali za svou náboženskou povinnost zničit kostely ze svého pohledu heretické. Hodnota oficiálně získané movité kořisti se odhaduje na 400 000 stříbrných marek.
Reakce Byzantinců na dobytí Konstantinopole byly zcela odlišné od cítění „vojáků Kristových“. Byzantský kronikář Niketas Choniates napsal, že „samotní barbaři by byli milosrdnější než tito muži ze Západu, kteří si říkali křesťané“. Francouz Geoffroy z Villehardouinu naopak popisuje nadšení křižáků nad dobytím města a získanou kořistí:
| „                           | ...Všichni se radovali a děkovali Bohu za čest a vítězství, jimiž je obdařil, takže ti, kdo byli chudí, nyní žili v blahobytu a přepychu. Velikonoce slavili se srdcem naplněným radostí za dobrodiní, jež jim Pán a Spasitel prokázal... | “ |
| — Geoffroy z Villehardouinu | |   |

## Důsledky

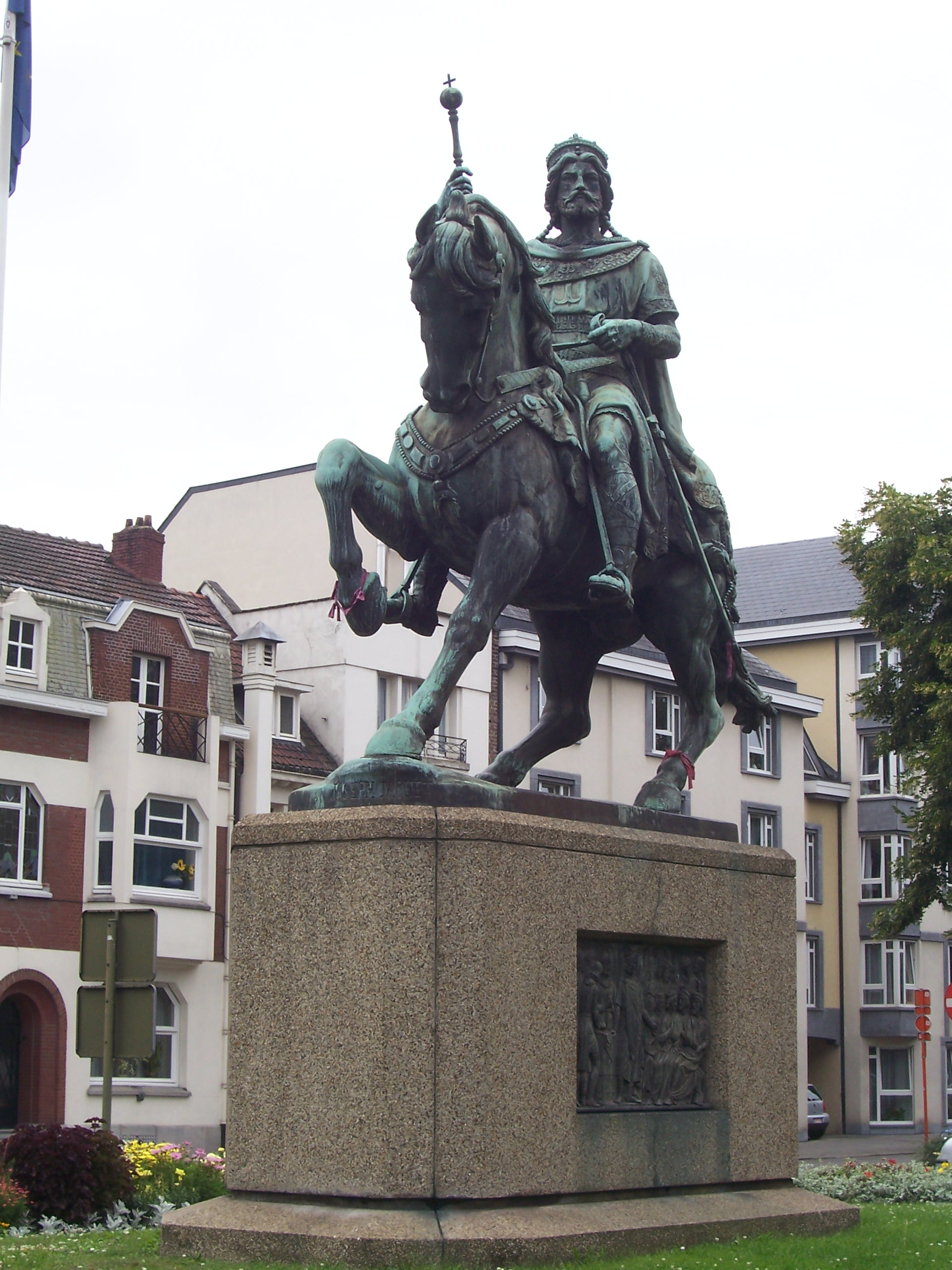
Jezdecká socha prvního latinského císaře Balduina, Mons, Belgie

Když se papež Innocenc III. dozvěděl o dobytí Konstantinopole, byl velmi zklamán a znepokojen tím, že křižáci, kteří byli vypraveni a připraveni bojovat s muslimy, zaútočili proti křesťanům. Snad ještě více jej rozhořčilo brutální chování křižáků po dobytí města. Navzdory tomu si uvědomoval, že dobytí Konstantinopole znamená rozšíření vlivu latinské církve a tudíž i papežství na území, jež byla dříve doménou ortodoxní církve; chtěl sjednotit církev latinskou a řeckou. Připouštěl však, že kvůli konstantinopolskému masakru bude sjednocení velmi obtížné. Zároveň křižákům nařídil pokračovat v cestě do Svaté země, bylo však již pozdě; papežský legát Petr z Capuy mezitím křižáky zbavil jejich slibu, a křížovou výpravu tím rozpustil.
Důsledky křížové výpravy se projevily také ve Svaté zemi, tedy v oblasti, kde měly křížové výpravy zajistit ochranu svatých míst křesťanství. Jeruzalémský a kyperský král Amaury, při vědomí, že vojenská posila z Evropy již nedorazí, uzavřel v září 1204 s egyptským sultánem al-Ádilem mír. Zisk nových držav pro Latiny také způsobil výrazný odliv rytířů z Levanty do Řecka, kde byla léna bohatá a jejich držitelé se nemuseli obávat útoku muslimů. Pouze příslušníci rytířských řádů byli ochotni starat se o obranu křižáckých panství na východě.

### Partitio terrarum Imperii Romaniae
Na dobytém byzantském území, které zahrnovalo jižní a jihovýchodní části Balkánu a severozápadní cíp Malé Asie, vzniklo Latinské císařství, jehož součástí byly ze tří čtvrtin menší útvary, které se formálně nacházely pod lenní svrchovaností nového latinského císaře. Již měsíc před útokem na Konstantinopol se křižáčtí velitelé dohodli na dělení budoucí kořisti. Tato dohoda je známá jako Partitio terrarum Imperii Romaniae, podle které tři osminy Konstantinopole připadly Benátkám, stejná část Francouzům a jedna čtvrtina latinskému císaři. Také ostatní území Byzance, jehož se zmocnili Latinové bylo rozděleno; hegemonem v regionu se stali Benátčané. Nového císaře měl zvolit určitý počet volitelů, Benátčané a Francouzi měli být zastoupeni stejně. Nejvážnější kandidát, oficiální vůdce výpravy Bonifác z Montferratu, dělal vše proto, aby byl zvolen, pokusil se do volebního kolegia dosadit křižáky sobě oddané; nakonec byl však Benátčany opět zamítnut. Císařem byl nakonec 9. května na shromáždění zvolen flanderský hrabě Balduin, který byl 16. května v chrámu Hagia Sofia slavnostně korunován s titulem Balduinus, Dei Gratia Imperator Romanus, Flandiae et Hainault Comes. Nevládl dlouho – v dubnu roku 1205 byl po prohrané bitvě u Adrianopole s Bulhary zajat tamějším vládcem Kalojanem a v jeho zajetí zemřel. Na konstantinopolský trůn nastoupil jeho bratr Jindřich.

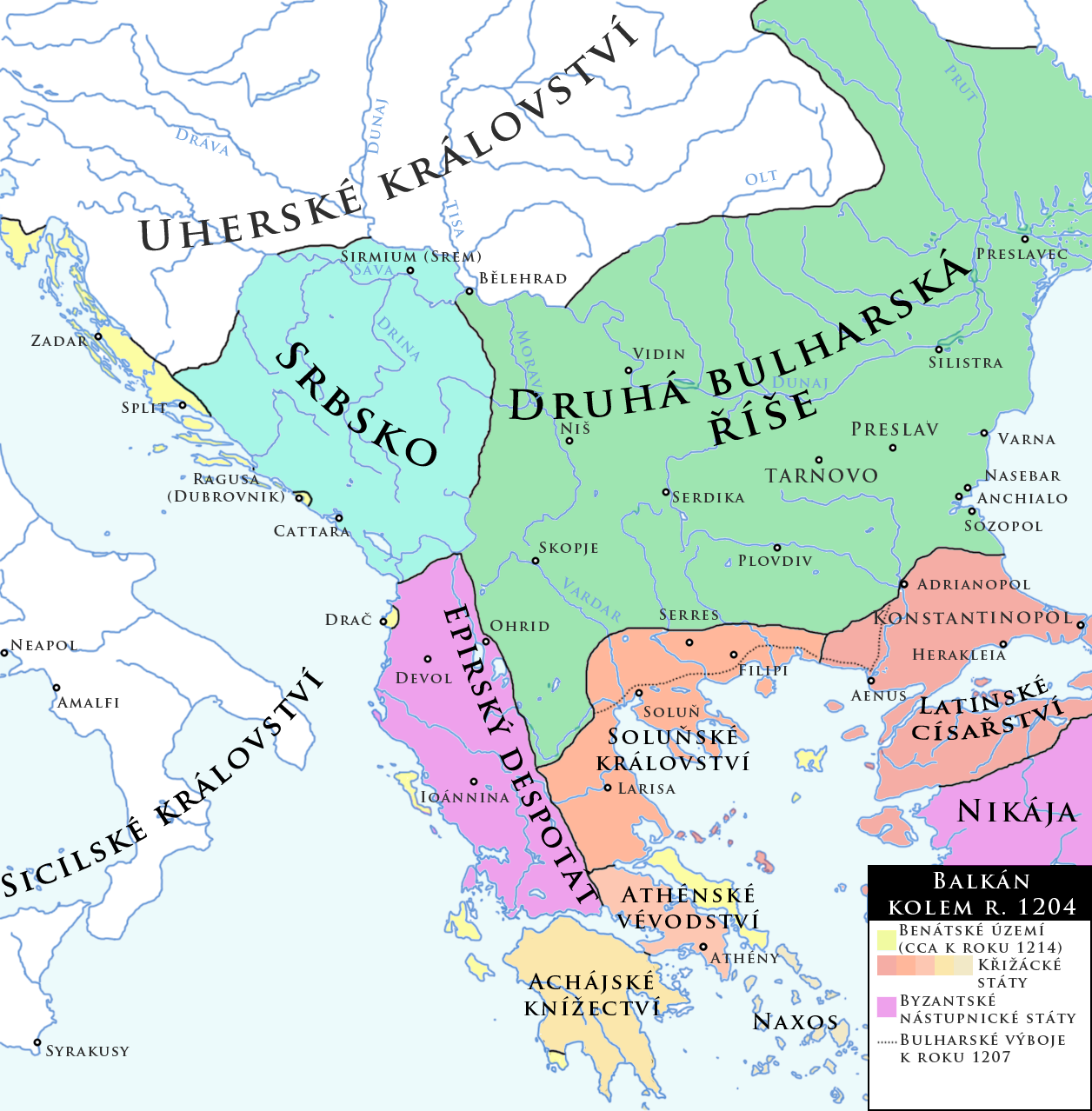
Křižácké státy založené v Řecku po čtvrté křížové výpravě

Moc císaře Latinů byla velmi omezená. Jeho doménou se stala Thrákie, severozápadní cíp Malé Asie a několik ostrovů v Egejském moři (Lesbos, Chios, Samos, Samothraké, Kos). Moc císařovu omezovali také Benátčané, kteří se stali faktickými vítězi výpravy. Aby byla zachována rovnováha sil mezi Benátčany a ostatními křižáky v Konstantinopoli, prvním konstantinopolským patriarchou latinského ritu se stal Benátčan Thomasso Morosini. Kromě postu patriarchy se republika svatého Marka zmocnila řady strategických destinací: části Konstantinopole a Adrianopole, přístavů Ragusy a Dyrrhachionu na Jadranu (dobyty po roce 1205), peloponéských kotvišť Koron a Modon, města Kallipole na evropském pobřeží Dardanel, maloasijské Herakleie a téměř všech ostrovů v Egeidě včetně Kréty nebo Euboie. Benátčané, kteří byli také osvobozeni od placení daní, tak získali rozsáhlou základnu pro své hegemonní postavení ve středomořském obchodu, které narušila až expanze Osmanů.
Neúspěšný kandidát na císařský trůn v Konstantinopoli, Bonifác z Montferratu, se patrně ještě roku 1204 zmocnil Soluně s částí Makedonie a Thessálie a založil zde Soluňské království, které bylo podřízeno Konstantinopoli. Ve východním Řecku vzniklo Athénské vévodství, spravované Burgunďanem Ottou de la Rochem, jenž byl vazalem soluňského krále Bonifáce z Montferratu, a na Peloponnésu Achajské knížectví pod vládou Guillauma de Champlitte a Geoffroie I. de Villehardouin, synovce jednoho z předáků výpravy a kronikáře stejného jména. Roku 1207 dobyl po dvouletém zápolení synovec benátského dóžete Enrica Dandola Marco Sanudo souostroví Kyklady a latinský císař Jindřich Flanderský ho povýšil roku 1210 na dědičného vévodu z Naxu (pána celého souostroví).

### Byzantské státy

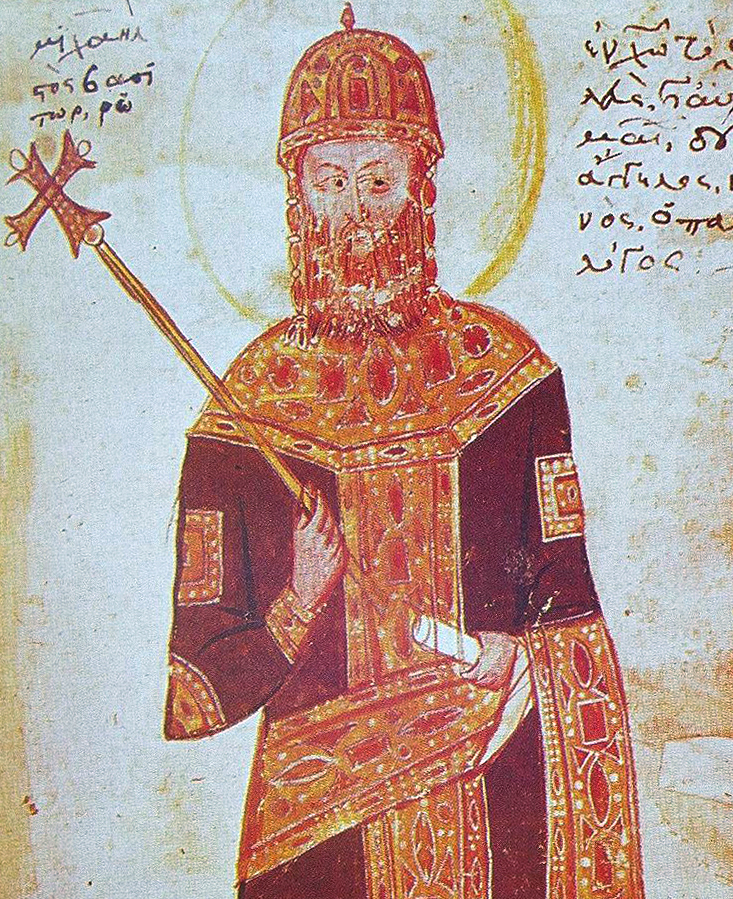
Císař Michael VIII. Palaiologos, obnovitel byzantské říše.

Byzantská říše sice přišla o hlavní město a značná území, nezanikla však docela. Na území, jehož se nezmocnili Latinové, vznikly tři státní útvary. Epirský despotát při pobřeží Iónského moře založil Michael Angelos Komnenos, příbuzný byzantských císařů z dynastie Angelů (snad byl bratrancem císaře Izáka II.). Centrem despotátu bylo město Arta. Bratr Michaela Angela, Theodoros Angelos Komnenos, aspiroval dokonce na dobytí Konstantinopole; růst moci Epirského despotátu však byl zastaven Bulhary v roce 1230.
Na východě Anatolie při pobřeží Černého moře se v dubnu 1204 za pomoci gruzínské královny Tamary zmocnili města Trapezunt bratři Alexios a David Komnenové, vnuci císaře Andronika I. a prapravnuci slavného císaře Alexia I. Dynastie Komnenů vládla v Trapezuntském císařství až do jeho dobytí Osmany roku 1461.
Nejvýznamnější z ortodoxních nástupnických států byzantské říše, císařství Nikajské, založil již provolaný císař Theodoros Laskaris. Centrem císařství bylo město Nikaia, které se stalo také sídlem exilového konstantinopolského ortodoxního patriarchy, jímž byl ustanoven nikajský mnich Michael Autoreanos, který také korunoval Theodora netoliko na nikajského císaře, ale na císaře Římanů (basileus ton Romaion). Nikaia se stala centrem byzantského odboje proti křižáckým státům v Řecku (tzv. byzantská reconquista). Theodorovi nástupci systematicky oslabovali moc svých soupeřů a 25. července 1261 se nikajské armádě podařilo dobýt Konstantinopol. Tehdejší regent Nikajského císařství (za nezletilého císaře Jana IV., pravnuka Theodora I. Lakarise) Michael Palaiologos byl 15. srpna téhož roku korunován (jako Michael VIII.) v chrámu Hagia Sofia na císaře obnovené byzantské říše.

### Proměny ve společnosti
Rokem 1204 pronikly do byzantského feudálního systému francké lenní zvyklosti. Někde sice navazovaly na původní byzantský systém pronií, který zaznamenal ve druhé polovině 12. století značný rozkvět, někde byly ovšem budovány lenní vazby zcela nové. Byzantští archonti se stávali franckými vazaly; v latinském císařství byly proto běžné míšené sňatky Řeků a Latinů, kterými se Byzantinci snažili proniknout do nových mocenských struktur. Objevuje se zde také přísaha leníka svému pánu (tzv. homagium). Kromě urozených Latinů přicházeli do Řecka také nešlechtici, zpravidla italští obchodníci a bankéři. Do církevních poměrů se snažila proniknout papežská kurie, jež posílala do Řecka církevní řády – františkány, dominikány a cisterciáky.
Aby byly ukotveny principy, jimiž se mělo Latinské císařství řídit, byla ještě roku 1204 vypracována jakási ústava, zvaná Assises de Romanie. Císař podle normy postrádal autokratickou moc, jakou měli jeho byzantští předchůdci. Stal se nejvyšším ze šlechticů a ve veškerých politických otázkách měl žádat vyjádření korunní rady. Obdobně císaře omezoval nejvyšší soud, který měl také za úkol řešit rozpory mezi pánem a vazalem.
Po dobytí Konstantinopole uprchla velká část byzantského obyvatelstva do Nikaie, jež ztělesňovala byzantskou vládu v exilu. Počet obyvatel Konstantinopole klesl z několika set na desítky tisíc; ani dalším oblastem se vylidňování nevyhnulo. Nikaia se stala novým centrem byzantské vzdělanosti; upevňovalo se zde národní cítění Řeků, posilované návratem k pohanské antice. Nikajské císařství se díky potlačování decentralizačních snah velkých pozemkových vlastníků stalo pevným státem, který byl schopen odolávat tlaku zvenčí, zejména ze strany Seldžuků. Nikajský císař také volně nakládal s církevními pozemky; konstantinopolský patriarchát a císař sídlící v Konstantinopoli měli totiž v Malé Asii velké majetky, které se staly doménou nikajského císaře.
Navzdory silné pozici Nikajského císařství se nikdy nepodařilo obnovit byzantskou moc v rozsahu, v jakém byla před dobytím Konstantinopole Latiny. Ztrátou Konstantinopole, Druhého Říma, byla zničena jednota byzantského světa. Fakt, že se křižákům nepodařilo dobýt byzantskou říši v úplných hranicích, znamenal konec křížových výprav po pevnině přes Malou Asii. Rozpolcenost ortodoxie a slabé postavení Byzance, které bylo umocněno právě důsledky čtvrté křížové výpravy, usnadnilo osmanským Turkům ovládnutí Anatolie, Balkánu a nakonec také samotné Konstantinopole.

## Současnost
Osm set let po čtvrté křížové výpravě papež Jan Pavel II. dvakrát vyjádřil lítost nad jejími následky. Roku 2001 napsal athénskému arcibiskupovi Christodoulovi: „Je tragické, že útočníci, vyslaní zabezpečit přístup křesťanům do Svaté země, se obrátili proti svým bratrům ve víře. Fakt, že to byli latinští křesťané, naplňuje katolíky zármutkem.“ V roce 2004, 800 let po dobytí Konstantinopole, ekumenický patriarcha a arcibiskup konstantinopolský Bartoloměj I. navštívil Vatikán a papež Jan Pavel II. při té příležitosti prohlásil: „Jak bychom i my nemohli po osmi stech letech cítit bolest a odpor.“ Tato slova byla vykládána jako slova omluvy řecké ortodoxní církvi za strašný masakr, způsobený bojovníky čtvrté křížové výpravy. V dubnu téhož roku, při osmistém výročí dobytí Konstantinopole, patriarcha Bartoloměj I. omluvu oficiálně přijal. „Duch usmíření je silnější než nenávisti,“ prohlásil Bartoloměj I. během liturgie, doprovázen lyonským arcibiskupem Philippem Barbarinem. „Přijali jsme s vděčností a úctou Vaše srdečné gesto za tragické události čtvrté křížové výpravy. Je skutečností, že byl zde před osmi sty lety spáchán zločin,“ přijal Bartoloměj I. o Velikonocích 2004 papežovu omluvu. „Duch usmíření ze vzkříšení... podněcuje nás k usmíření našich církví.“